# Resolutie 847 Veiligheidsraad Verenigde Naties
Resolutie 847 van de Veiligheidsraad van de Verenigde Naties werd unaniem aangenomen door de VN-Veiligheidsraad op 30 juni 1993.

## Achtergrond
In 1980 overleed de Joegoslavische leider Tito, die decennialang de bindende kracht was geweest tussen de zes deelstaten van het land. Na zijn dood kende het nationalisme een sterke opmars, en in 1991 verklaarden verschillende deelstaten zich onafhankelijk. Hierdoor ontstonden burgeroorlogen met minderheden die tegen onafhankelijkheid waren in de deelstaten. Zo geschiedde ook in Kroatië, waar in de eerste helft van de jaren 1990 een bloedige burgeroorlog werd uitgevochten tussen Kroaten en Serven, en waarbij op grote schaal etnische zuiveringen plaatsvonden. De VN-vredesmacht UNPROFOR, later vervangen door UNCRO, moest een staakt-het-vuren bewerkstelligen en veilige zones creëren voor de bevolking.

## Inhoud

### Waarnemingen
De Veiligheidsraad herinnerde aan het belang van de zoektocht naar omvangrijke oplossingen voor de conflicten in voormalig Joegoslavië en aan het onderhouden van het vertrouwen en de stabiliteit in Macedonië. De continue aanvallen op het grondgebied van Kroatië en Bosnië en Herzegovina werden streng veroordeeld.
De partijen werden opgeroepen een akkoord te bereiken over maatregelen om het vertrouwen in Kroatië op te krikken, zoals het openen van de spoorweg tussen Zagreb en Split, de snelweg tussen Zagreb en Županja en de Adriatische oliepijpleiding, ongehinderd verkeer in Maslenica en het herstel van de stroom- en watertoevoer in heel Kroatië waaronder de door de VN beschermde gebieden.

### Handelingen
De Veiligheidsraad:
1. Keurt het rapport en de vraag om bijkomende middelen goed.
2. Vraagt de secretaris-generaal binnen een maand te rapporteren over de vooruitgang bij de uitvoer van het VN-vredesplan, en de resoluties en UNPROFOR's mandaat derhalve te herzien.
3. Beslist het mandaat van UNPROFOR te verlengen tot 30 september 1993.
4. Vraagt de secretaris-generaal op de hoogte te worden gehouden over de uitvoering van het mandaat.
5. Besluit actief op de hoogte te blijven.

## Verwante resoluties
- Resolutie 844 Veiligheidsraad Verenigde Naties
- Resolutie 845 Veiligheidsraad Verenigde Naties
- Resolutie 855 Veiligheidsraad Verenigde Naties
- Resolutie 857 Veiligheidsraad Verenigde Naties

Lijst ·  800 ·  801 ·  802 ·  803 ·  804 ·  805 ·  806 ·  807 ·  808 ·  809 ·  810 ·  811 ·  812 ·  813 ·  814 ·  815 ·  816 ·  817 ·  818 ·  819 ·  820 ·  821 ·  822 ·  823 ·  824 ·  825 ·  826 ·  827 ·  828 ·  829 ·  830 ·  831 ·  832 ·  833 ·  834 ·  835 ·  836 ·  837 ·  838 ·  839 ·  840 ·  841 ·  842 ·  843 ·  844 ·  845 ·  846 ·  847 ·  848 ·  849 ·  850 ·  851 ·  852 ·  853 ·  854 ·  855 ·  856 ·  857 ·  858 ·  859 ·  860 ·  861 ·  862 ·  863 ·  864 ·  865 ·  866 ·  867 ·  868 ·  869 ·  870 ·  871 ·  872 ·  873 ·  874 ·  875 ·  876 ·  877 ·  878 ·  879 ·  880 ·  881 ·  882 ·  883 ·  884 ·  885 ·  886 ·  887 ·  888 ·  889 ·  890 ·  891 ·  892